# NGC 1239
NGC 1239 é uma galáxia lenticular (S0) localizada na direcção da constelação de Eridanus. Possui uma declinação de -02° 33' 09" e uma ascensão recta de 3 horas, 10 minutos e 53,7 segundos.
A galáxia NGC 1239 foi descoberta em 6 de Janeiro de 1785 por William Herschel.